# Campionati giapponesi di ski cross 2013
I Campionati giapponesi di ski cross 2013 si sono svolti ad Matsunoyama il 23 marzo. Il programma ha incluso sia la gara femminile che la gara maschile. 
Trattandosi di competizioni valide anche ai fini del punteggio FIS, vi hanno partecipato anche sciatori di altre federazioni, senza che questo consentisse loro di concorrere al titolo nazionale giapponese.

## Risultati

### Uomini
| Pos. | Atleta           | Nazione  |
| ---- | ---------------- | -------- |
| 1    | Kenji Kono       | Giappone |
| 2    | Yukiyo Kobayashi | Giappone |
| 3    | Hiroyuki Hagiuda | Giappone |
| 4    | Hayato Nishizawa | Giappone |

### Donne
| Pos. | Atleta         | Nazione  |
| ---- | -------------- | -------- |
| 1    | Sachi Hirakawa | Giappone |
| 2    | Shoko Hachiya  | Giappone |
| 3    | Risa Ishii     | Giappone |
| 4    | Reina Umehara  | Giappone |